# Тростенский, Тимофей Александрович
Князь Тимофей Александрович Тростенский — воевода во времена правления Ивана III Васильевича и Василия III Ивановича.
Старший сын князя и родоначальника рода князей Тростенских — Александра Андреевича Тростенского. Имел братьев: воевод Андрея Александровича по прозванию Голодный и Ивана Александровича Колышевского.

## Биография
В числе других воевод послан к Казани наблюдать и тревожить царя Алегама (1486). Воевода левой руки в походе на шведов из Новгорода под Выборг (1496). На свадьбе князя Василия Даниловича Холмского с великой княжной Федосьей участвовал в поезде (13 февраля 1500). Первый воевода правой руки в литовском походе (1500). Первый воевода Сторожевого полка в войсках стоящих на Угре (1512).
Имел пятерых сыновей: Петра, Фёдора, Осипа, Василия и Ивана Тимофеевичей.